# ジェフ・アメン
ジェフリー・アレン・アメン（Jeffrey Allen Ament、1963年3月10日 - ）は、アメリカ合衆国のミュージシャン、ソングライター。ロックバンド、パール・ジャムのベーシストとして最もよく知られる。それ以前にもグリーン・リヴァーやマザー・ラヴ・ボーンで活動しており、他にも様々なバンドで旺盛に活動を行っている。

## 来歴

### 生い立ち
モンタナ州の小都市ハヴァーにて5人兄弟の長男として生まれる。アメンは実家はとても貧しく、厳格なカトリックの家庭だったと語っており、一家はビッグ・サンディという人口700人に満たない小さな町で育った。10代の頃からラモーンズ、ザ・クラッシュ、ポリスのレコードに合わせてベースギターを弾き始める。高校時代には音楽の他にバスケットボール、サッカー、陸上競技など様々なスポーツに取り組んだ。高校卒業後にモンタナ大学に進学するも中退し、1983年に自身のバンドであるディランジド・ディクションと共にシアトルへ引っ越す。アメンはバンド活動の傍らカフェで働いた。

### グリーン・リヴァー
アメンはシアトルで活動していたミュージシャンであるマーク・アームやスティーヴ・ターナーらと親しくなり、1984年にアームらが結成したグリーン・リヴァーに加入する。バンドには後にパール・ジャムのバンドメイトとなるストーン・ゴッサードも参加した。バンドは翌1985年5月にホームステッド・レコードよりEP『Come on Down』でデビューを果たす。ターナーはメンバー間の音楽的嗜好の違いにより脱退し、ディランジド・ディクションのバンドメイトだったブルース・フェアウェザーが新しく加入した。1987年7月にはサブ・ポップからの初リリースとなるEP『Dry as a Bone』をリリースした。1988年6月に唯一のフルアルバム『Rehab Doll』をリリースするが、インディーズ志向のアームと、メジャー志向のアメン、及びゴッサードの対立により解散。

### マザー・ラヴ・ボーン
グリーン・リヴァー解散後にアメンは新バンドマザー・ラヴ・ボーンに参加した。グリーン・リヴァーのバンドメイトであるフェアウェザーとゴッサードも加入した。フロントマンはマルファンクションのヴォーカリストであるアンドリュー・ウッドが、ドラマーはスキン・ヤードのグレッグ・ギルモアが務めた。結成からすぐにバンドはレコーディングとライヴを開始し、1989年始めにポリグラムと契約する。バンドは3月にEP『Shine』でデビューを果たす。1stアルバムを1990年3月にリリース予定だったが、3月にウッドがヘロインのオーバードースにより死去する。バンドはそのまま解散し、ウッドの死後4ヵ月後に唯一のアルバム『アップル』がリリースされた。

### テンプル・オブ・ザ・ドッグ
ウッドの死後、アメンはウォー・ベイビーズというヘヴィメタルバンドに参加し、ゴッサードとは別に活動していたが、マザー・ラヴ・ボーン解散後の同年にゴッサードと、子供の頃からの幼馴染であり後のパール・ジャムのリードギタリストとなるマイク・マクレディを誘いテンプル・オブ・ザ・ドッグを結成。このバンドはアンドリュー・ウッドを追悼するために結成され、同バンドにはグリーン・リヴァー時代からのバンドメイトであるジェフ・アメン、ウッドのルームメイトであったサウンドガーデンのクリス・コーネルが加入。その後パール・ジャムのドラマーとなるマット・キャメロンも加入し、バンドはコーネルがウッドの生前に書いた楽曲やゴッサードとアメンが以前に作成したデモ曲のリハーサルを開始する。またオーディションによりパール・ジャムのフロントマンとなるエディ・ヴェダーも、コーネルとのデュエットやバックコーラス等で参加した。1991年4月に唯一のアルバム『テンプル・オブ・ザ・ドッグ』をA&Mレコードよりリリースした。

### パール・ジャム
テンプル・オブ・ザ・ドッグ活動停止後パール・ジャムは1990年にアメン、ゴッサード、マクレディで結成され、後にテンプル・オブ・ザ・ドッグに参加したヴォーカリストのヴェダーも加入。バンドは1991年にエピック・レコードと契約し、デビューアルバム『ten』をリリースした。1990年代初頭のグランジ・シーンにおいて高い評価を獲得し、現在も活動を行っている。

## それ以外の活動
1994年にスリー・フィッシュを結成し、1996年にセルフタイトルアルバムでデビュー。1999年に2ndアルバム『The Quiet Table』をリリースし、同年に解散した。2008年にはアルバム『Tone』でソロデビューを果たした。2011年に新バンドTres Mtsの結成をパール・ジャムの公式サイト上で報告し、3月にアルバム『Three Mountains』をリリースした。2012年にはまた別の新バンドRNDMを結成した。